# Tutti Frutti (New Order)
Tutti Frutti è un singolo del gruppo musicale britannico New Order con la cantante Elly Jackson, pubblicato l'11 dicembre 2015 come secondo singolo estratto dall'album Music Complete.

## Descrizione
Come per il precedente Restless, Tutti Frutti è stato prima reso disponibile per il download digitale (nella versione "12" extended mix" e in versione remix realizzata dagli Hot Chip), per poi essere pubblicato in formato CD e vinile a dodici pollici.
La versione su CD contiene la single version, un alternate 12" mix e quattro remix. Questo stesso contenuto è stato reso scaricabile in digitale sul sito della Mute e sulla pagina web ufficiale della band. Un download gratuito del remix di Tom Rowlands è stato pubblicato su SoundCloud il 30 dicembre 2015.
Tutti Frutti è stato pubblicato inoltre in edizione limitata su vinile giallo traslucido in Europa, mentre in Giappone è stato pubblicato il 6 aprile 2016 con un remix esclusivo di Takkyu Ishino.

## Videoclip

Ricky Tognazzi in una scena del videoclip

Il videoclip ufficiale del singolo è stato pubblicato a gennaio 2016. Diretto da Tom Haines, ha per protagonista Ricky Tognazzi nel ruolo di un pazzo presentatore televisivo.

## Tracce
12", Europa
1. Tutti Frutti (Extended 12" Mix) – 7:27
2. Tutti Frutti (Hot Chip Remix Vinyl Edit) – 8:50

Durata totale: 16:17
12", Giappone
1. Tutti Frutti (Extended 12" Mix) – 7:27
2. Tutti Frutti (Takkyu Ishino Remix) – 7:54

Durata totale: 15:21
CD/download digitale
1. Tutti Frutti (Single version) – 4:17
2. Tutti Frutti (12” Extended Mix 2) – 7:30
3. Tutti Frutti (Hot Chip Remix) – 11:43
4. Tutti Frutti (Tom Trago's Crazy Days Remix) – 10:31
5. Tutti Frutti (Richy Ahmed Remix) – 9:02
6. Tutti Frutti (Hallo Halo Remix) – 7:02

Durata totale: 50:05
Download digitale
1. Tutti Frutti (Single version) – 4:17
2. Tutti Frutti (Hot Chip Remix) – 11:43

Durata totale: 16:00